# Дельта Парусов
Де́льта Парусо́в (δ Vel, δ Velorum) — кратная звезда в созвездии Парусов. Расстояние до Земли составляет  79,7 светового года. Традиционное название системы Альсефина, в 2017 МАС закрепил это имя за компонентом Аа.

## Компоненты
Система состоит из двух звёзд, каждая из которых, в свою очередь, является визуально двойной звездой. Самая яркая из четырёх звёзд, δ Парусов A, является белой звездой главной последовательности с видимым блеском +2,02m. Её второй компонент, δ Паруса B, является жёлтым карликом несколько ярче Солнца. Он имеет видимый блеск в +5,1m и удалён от главной звезды на 2,6 угловой секунды.
Вторая двойная система отделена от основной на 69 угловых секунд. Её два компонента очень слабые, они состоят из δ Парусов C (11-й звёздной величины) и δ Парусов D (13-й звёздной величины), которые разделены 6 угловыми секундами.
Главный компонент звезды δ Парусов A периодически меняет свой видимый блеск на 30% каждые 45 дней, и таким образом, является переменной звездой. В 1978 году было установлено, что эта звезда является спектрально-двойной из двух компонентов, которые периодически закрывают друг друга, как Алголь. Также спектр показал наличие ещё одного компонента вблизи затменно-переменной звезды, таким образом, Дельта Парусов является шестикратной звездой. Это - ярчайшая затменно-переменная звезда на всём земном небе.
Вследствие прецессии земной оси, Дельта Парусов становится всё менее доступной для наблюдения из Северного полушария, и приблизительно через 7 тысяч лет будет южной полярной звездой.